# Dark Moor
Dark Moor är ett spanskt symphonic power metal-band från Madrid, bildat 1993 av gitarristen Enrik Garcia. Bandet släppte tre fullängdsalbum innan fyra av medlemmarna lämnade bandet för egna projekt. De två kvarvarande bandmedlemmarna fortsatte som förut och rekryterade nya medlemmar inför det självbetitlade albumet Dark Moor som kom ut 2003. I dag har bandet släppt elva studioalbum, åtta av dem med sångaren Alfred Romero (som ersatte sångerskan Elisa Martin 2003).

## Medlemmar
Nuvarande medlemmar
- Enrik Garcia – gitarr (1993– )
- Alfred Romero – sång (2003– )
- Dani Fernandez – basgitarr (2004–2008, 2015– )
- Carlos Delgado – trummor (2021– )

Tidigare medlemmar
- Javier Rubio – gitarr (1993–1997)
- Anan Kaddouri – basgitarr (1996–2004)
- Jorge Sáez – trummor (1996–2003)
- Iván Urbistondo – sång (1997–1999)
- Albert Maroto – gitarr (1999–2003)
- Roberto Peña de Camus – keyboard (1999–2002)
- Elisa C. Martin – sång (1999–2003)
- José A. Garrido – gitarr (2003–2004)
- Andy C. (Andrés Cobos) – trummor, keyboard (2003–2007)
- Mario García González – basgitarr (2009–2015)
- Ricardo Moreno – basgitarr (2015–2016)
- Roberto Cappa – trummor (2006–2021)

## Diskografi
Studioalbum
- Shadowland (1999)
- The Hall of the Olden Dreams (2000)
- The Gates of Oblivion (2002)
- Dark Moor (2003)
- Beyond the Sea (2005)
- Tarot (2007)
- Autumnal (2009)
- Ancestral Romance (2010)
- Ars Musica (2013)
- Project X (2015)
- Origins (2018)

EP
- The Fall of Melnibone (2001)
- Between Light and Darkness (2003)

Singlar
- "The Fall of Melnibone" (2001)
- "From Hell" (2003)
- "The Road Again" (2013)
- "The Road Again (Acoustic Version)" (2014)
- "Birth of the Sun" (2018)

Demo
- Dreams of Madness (1998)
- Flying (1999)